# János Bánfi
János Bánfi (ur. 9 listopada 1969 w Újkígyós) – węgierski piłkarz, grający na pozycji obrońcy, reprezentant kraju.

## Kariera
Seniorską karierę rozpoczynał w 1987 roku w Békéscsabai Előre Spartacus. Grał w tym klubie do rundy jesiennej sezonu 1989/1990. Następnie przeszedł do Honvédu Budapeszt, gdzie grał do końca 1995 roku (z wyjątkiem sezonu 1992/1993 – gra w Vác FC). W roku 1996 przeszedł do belgijskiego Eendracht Aalst, gdzie dwa lata później zakończył profesjonalną karierę. W latach 2007–2009 reprezentował barwy czwartoligowego klubu Hegyvidék SE.
Dwukrotnie (1987/1988, 1995/1996) zdobył Puchar Węgier. W sezonie 1990/1991 został mistrzem kraju. W latach 1992–1997 25 razy wystąpił w reprezentacji Węgier.
Jest założycielem budapeszteńskiego klubu piłkarskiego Buda Juniors, przeznaczonego dla dzieci pomiędzy czwartym a dziewiętnastym rokiem życia.

## Statystyki ligowe
| Sezon         | Klub                        | Liga          | Mecze | Gole |
| ------------- | --------------------------- | ------------- | ----- | ---- |
| 1987/1988     | Békéscsabai Előre Spartacus | NB I          | 8     | 0    |
| 1988/1989     | Békéscsabai Előre Spartacus | NB I          | 24    | 0    |
| 1989/1990 (j) | Békéscsabai Előre Spartacus | NB I          | 5     | 0    |
| 1989/1990 (w) | Budapest Honvéd             | NB I          | 15    | 0    |
| 1990/1991     | Budapest Honvéd             | NB I          | 6     | 0    |
| 1991/1992     | Kispest Honvéd              | NB I          | 8     | 0    |
| 1992/1993     | Vác FC                      | NB I          | 27    | 5    |
| 1993/1994     | Kispest Honvéd              | NB I          | 30    | 1    |
| 1994/1995     | Kispest Honvéd              | NB I          | 28    | 0    |
| 1995/1996 (j) | Kispest Honvéd              | NB I          | 13    | 2    |
| 1995/1996 (w) | Eendracht Aalst             | Eerste klasse | 10    | 0    |
| 1996/1997     | Eendracht Aalst             | Eerste klasse | 28    | 0    |
| 1997/1998     | Eendracht Aalst             | Eerste klasse | 9     | 0    |
| 2007/2008     | Hegyvidék SE                | Megye II      | ?     | ?    |
| 2008/2009     | Hegyvidék SE                | Megye I       | ?     | ?    |